# جین لپوتی‌یر
جین لَپوتی‌یر (انگلیسی: Jane Lapotaire؛ زادهٔ ۲۶ دسامبر ۱۹۴۴) یک نویسنده و هنرپیشه تئاتر، سینما و تلویزیون اهل بریتانیا است.
او در سال ۱۹۸۱ میلادی برندهٔ جایزه تونی در شاخهٔ «بهترین بازیگر نقش اصلی زن» شد.
از فیلم‌ها یا برنامه‌های تلویزیونی که وی در آن نقش داشته است می‌توان به بانو جین (۱۹۸۶) و دانتون ابی (۲۰۱۴)، نجات پیکاسو (۱۹۹۶)، تیراندازی ماهی (۱۹۹۷) و سریال ماری کوری (۱۹۷۷) اشاره کرد.